# Альберих I Сполетский
Альберих I (итал. Alberigo di Spoleto; убит в 925) — ломбардский дворянин, прибывший в Италию в 889 году вместе с Гвидо Сполетским из Западно-Франкского королевства после неудачной попытки Гвидо добиться там короны. Принимал участие в битве войска Гвидо с войском Беренгара I Фриульского на реке Треббия. После смерти Гвидо служил Беренгару I. В 898 году убил Гвидо IV Сполетского. Позже завладел герцогством Сполето. В начале X века получил с помощью Беренгара I маркграфство Камерино.
Приняв сторону противников папы Формоза и женившись на Марозии, достиг владычества над Римом с титулом владетельного патриция Рима. В 916 году объединился с папой Иоанном X для изгнания сарацин, разбойничьи набеги которых доходили до ворот Рима. Изгнанный тем же папой из Рима, он был убит римлянами в 925 году в Орте.
Сыном его и Марозии был Альберих II, с 932 года римский патриций и сенатор.